# What a Wonderful World
«What a Wonderful World» (укр. «Який же прекрасний цей світ») — американська пісня, написана Бобом Тіелом (під псевдонімом «Джордж Дуглас») та Джорджем Вайсом у 1967 році. 18 жовтня 1967 року записана на грамофонній платівці в складі першого альбому Луї Армстронга та одразу очолила поп-чарти у США та Сполученому Королівстві, а пізніше взагалі здобула світову популярність. 1999 року композиція у виконанні Луї Армстронга удостоєна нагороди Національної академії мистецтв та наук звукозапису «Греммі».